# Aiman Napoli
Aiman Napoli (ur. 2 lutego 1989 w Paderno Dugnano) – włoski piłkarz, napastnik w zespole Renate.

## Kariera
Napoli rozpoczął swoją karierę w 2005 roku, kiedy to grał dla klubu z Serie C1 – Pro Sesto. Rozegrał tam dwa mecze. Od 2007 roku grał w Interze, w którym zadebiutował 19 grudnia 2007 roku, w meczu Pucharu Włoch przeciwko Regginie. Z Interu był wypożyczany do Modeny, Crotone, Hellasu Verona orz Prato. Następnie był zawodnikiem Prato, a także Pisy i Renate.
W barwach Modeny i Crotone rozegrał łącznie 42 spotkania i zdobył 3 bramki w Serie B.